# Aclytia punctata
Aclytia punctata är en fjärilsart som beskrevs av Butler 1876. Aclytia punctata ingår i släktet Aclytia och familjen björnspinnare. Inga underarter finns listade i Catalogue of Life.